# اوگوزر
اوگوزر (به لاتین: Oguzer) یک منطقهٔ مسکونی در روسیه است که در شهرستان کیزلیارسکی واقع شده‌است.